# 沢口千恵
沢口 千恵（さわぐち ちえ、本名：石橋 千恵〈いしばし ちえ〉、1975年5月21日 - ）は、日本の女性声優、ナレーター、作詞家。フリー。
妹の石橋優子はミュージシャン、弟の石橋哲也はお笑い芸人で「カオポイント」の元メンバー。祖父は韓国人である。

## 経歴
昭和音楽芸術学院（現：昭和音楽大学）ミュージカル科卒業。
母が芝居好きだったため気がついたら芝居を見ており、芝居は生活の一部であった。幼稚園の頃は舞台女優になりたかったという。高校時代は宝塚歌劇団に憧れて、「あの舞台に立ちたい」と、宝塚に入る予備校に通っていた。願書も出していたが、受験日が近づくにつれて「何か違う」と思うようになり、当日まで悩んだ末に辞めてしまったという。しかし芝居は続けたかったため、専門学校に進学し、声優という道を見つけたという。
事務所に所属して最初の仕事はNHK教育テレビの『やってみようなんでも実験』のリポーター（顔出し）だった。アニメのデビューはテレビアニメ『ドクタースランプ』の則巻ガジラ役。
かつては青二プロダクションに所属しており、その当時は本名で活動していた。結婚・出産を機に一時期活動を休止しており、その間に所属事務所をぷろだくしょんバオバブへ移籍、同時に芸名を沢口 りえ（さわぐち りえ）に改名、さらにその数か月後に芸名を現在の沢口 千恵に改名している。
2004年には自らのプロデュースの下、声優の野島健児、妹の優子、友人でミュージシャンの鈴木利宗の4人で朗読と音楽のユニット「BELOVED」を結成した。2007年には妹の優子と友人でミュージシャンの野上朝生の3人でユニット「CHARMS」を結成している。
声優雑誌『hm3』ではライターとして活動し、他にもライヴイベントの製作スタッフとして活動するなどしている。
2014年4月1日、創立から所属していたアクロスエンタテインメントを退所し、フリーで活動して行くことを自身のTwitterで発表した。

## 人物
趣味は観劇、読書。

## 出演
太字はメインキャラクター。

### テレビアニメ
1997年
- ドクタースランプ（則巻ガジラ）

1998年
- 聖ルミナス女学院（生徒B）
- 南海奇皇（近松友子）
- 花さか天使テンテンくん（1998年 - 1999年、キューピ）
- ロードス島戦記-英雄騎士伝-（小ニース / ニース）

1999年
- クレヨンしんちゃん（女子大生A）
- THE ビッグオー（ペロ）
- ジバクくん（女）

2000年
- 勝負師伝説 哲也（リサ）
- ファーブル先生は名探偵（ファンの女性、リサ、お針子）
- BOYS BE…（新田菜緒）
- マシュランボー（キリ、セン）

2002年
- 十二国記（里家の少女）

2003年
- クロノクルセイド（老婆）

2004年
- 花右京メイド隊 La Verite（母親）

2006年
- 恋する天使アンジェリーク〜心のめざめる時〜（女）
- ふしぎ星の☆ふたご姫 Gyu!（タンバ・リン）
- ぽかぽか森のラスカル（リルルママ）
- 夢使い（OL、少年）

2007年
- 獣神演武 -HERO TALES-（林鈴）
- ヤマトナデシコ七変化♥（校医、井澤）

2008年
- 古代王者 恐竜キング Dキッズ・アドベンチャー 翼竜伝説（ソフィア）

2010年
- FAIRY TAIL（カレン・リリカ）

2011年
- 名探偵コナン（歌倉晶子）

### 劇場アニメ
- ドクタースランプ アラレのびっくりバーン（1999年、則巻ガジラ）
- 宇宙戦艦ヤマト 復活篇（2009年）

### ゲーム
1998年
- はいぱぁセキュリティーズ2（婦警A）

1999年
- トゥルーラブストーリー2（藤川さつき）
- ドクタースランプ（ガッちゃん）
- マリオネットカンパニー

2000年
- マリオネットカンパニー2 chu!（マリン）

2001年
- シャドウハーツ（アリス・エリオット）
- テイルズ オブ ファンダム Vol.1（リリス・エルロン）
- ウィークネスヒーロー トラウマン（蘭瞳葵）

2002年
- テイルズ オブ デスティニー2（リリス）

2004年
- シャドウハーツII（アリス・エリオット）

2006年
- カオスウォーズ（アリス・エリオット）
- テイルズ オブ デスティニー（PS2版）（リリス・エルロン）
- テイルズ オブ ファンタジア -フルボイスエディション-（リリス・エルロン）
- ブルードラゴン（スラスラ）
- 龍が如く2

2007年
- GUILTY GEAR 2 OVERTURE（ヴァレンタイン）
- ルパン三世 ルパンには死を、銭形には恋を

2009年
- テイルズ オブ ザ ワールド レディアント マイソロジー2（リリス・エルロン）
- テイルズ オブ バーサス（リリス・エルロン）※ミニゲーム「Tales of WALL BREAKER」のみ

2011年
- テイルズ オブ ザ ワールド レディアント マイソロジー3（リリス・エルロン）

2017年
- 龍が如く 極2

2020年
- テイルズ オブ ザ レイズ（リリス・エルロン）

### ドラマCD
- 風の聖痕（楢橋悠香）
- テイルズ オブ デスティニー（リリス・エルロン）
- ONE〜輝く季節へ〜（稲木佐織）
  - 長森瑞佳ストーリー 『あなたのこころを わたしのなかへ』

### 吹き替え

#### 映画
- アイ・アム・デビッド
- 華氏911
- グエムル-漢江の怪物-（ニュースの声、メールの着信ボイス、カメラの女）
- ケイティ
- コックリさん
- 四角い恋愛関係
- ソーラー・ストライク
- パーマネント ミッドナイト

#### テレビドラマ
- WITHOUT A TRACE/FBI 失踪者を追え!（アンバー）
- CSI:科学捜査班
- The O.C.（ケイトリン・クーパー）
- 天龍八部（王語嫣）

#### アニメ
- 手裏剣スクール（アミ）
- ぞうのババール・ザ・ムービー（セレスト〈少女〉）
- トレジャー・プラネット
- マダガスカル

### ラジオ
- 音遊塾（番組内コーナー「沢口千恵・大浦冬華のガチンコバラエティー〜ガチバラ!〜」MC）
- NISSAN あ、安部礼司〜BEYOND THE AVERAGE（安部永太〈乳児期〉）

### ナレーション
TVナレーション
- おもいッきりイイ!!テレビ
- スッキリ!!（「ナニソレ」火曜日）
- スーパーJチャンネル
- クローズアップ現代
- おはよう日本
- 恋するTV すごキュン
- 恋するアミパラ!
- サタデージャングル
- 爆笑問題のボスキャラ王
- ラブたま

CMナレーション
- 資生堂
- 東京ディズニーランド
- セブンイレブン
- マクドナルド
- 角川書店
- アップリカ
- U-CAN

### 音楽CD
- シングル 光のすあし C/W：さかさまの虹

### その他コンテンツ
- Chage LIVE Blu-ray『Chageの茶会2012〜座・藍燈横濱〜』（日記を朗読する女性役で出演）
- のりものだいすき!! はやいぞ!しんかんせん（のり坊）